# Lisle (Illinois)
Pour les articles homonymes, voir Lisle.
Lisle est une ville située dans le comté de DuPage, dans l’État de l'Illinois, aux États-Unis. La ville recense un total de 21 182 habitants au recensement de 2000, et est estimée à 23 135 habitants en 2008. La ville appartient à l'Aire métropolitaine de Chicago et au Illinois Technology and Research Corridor.
En juillet 2007, Lisle est listée à la 20e place du magazine Money dans la liste des 100 meilleurs endroits dans lesquels vivre, et 17e, en 2009, dans leur liste des Meilleurs endroits pour les riches et célibataires.

## Géographie
Lisle est localisée à 41° 47′ 33″ N, 88° 05′ 18″ O (41.7924954, -88.0882100). Selon le recensement américain effectué en 2010, la ville possède une superficie totale de 18,2 km2, soit 17,7 km2 (ou 97,44 %) de terre, et 0,47 km2 (ou 2,56 %) d'eau.

## Démographie
Lors du recensement en 2010, la ville recense 22 390 habitants,9 304 ménages, et 5 444 familles. La densité est estimée à 3 515 habitants par km². La démographie se compose à 77,7 % de Blancs, 5,6 % d'Afro-américains, 0,1 % de natifs américains, et 11,9 % d'Asiatiques, entre autres. 7,1 % des habitants sont âgés entre 15 et 19 ans, 46,6 % entre 20 et 39 ans, 35,4 % entre 40 et 64 ans, et 10,9 % à 65 ans et plus. L'âge moyen et de 37,9 ans.

## Éducation

### Écoles primaires et secondaires
Collèges :
- Kennedy Junior High School (dans le District 203)
- Lisle Junior High (dans le District 202)
- St. Joan of Arc (Grades PreK-8)

Lycées :
- Lisle High School (dans le District 202)
- Benet Academy (Catholique - Benedictine)

### Universités
- Université Bénédictine, anciennement l'Illinois Benedictine College.
- National–Louis University, localisé dans le Warrenville Road de Lisle.
- Northwood University localisé sur l'Illinois Route 53 de Lisle.
- The Center for Entrepreneurship, du College of DuPage.

## Sport
La ville dispose de son propre stade de soccer, le Village of Lisle-Benedictine University Sports Complex, dans lequel évolue le club universitaires de l'Université Bénédictine des Benedictine Eagles.